# 91 (عدد)
91 (واحد وتسعون) هو عدد طبيعي يلي العدد 90 ويسبق العدد 92.